# Трансканадське шосе
Трансканадське шосе́ (англ. Trans-Canada Highway) — канадська автомагістраль, яка сполучає всі десять провінцій Канади.
Магістраль побудовано згідно зі Законом про Трансканадське шосе 1948 року. Будівництво розпочато в 1950 році; офіційно відкрито в 1962, завершено у 1971. Трансканадське шосе позначене легко впізнаваними біло-зеленими дорожніми покажчиками з кленовим листком.
Разом із австралійським Шосе 1 воно є однією із найдовших у світі національних швидкісних автострад: протяжність — 8 030 км.
Уздовж всієї Канади існує не менше двох трас, які вважаються частинами Трансканадского шосе: у західних провінціях частиною трансканадської мережі є Трансканадська магістраль і шосе Йєлоугед.

## Західна Канада
Трансканадське шосе в чотирьох західних провінціях називається «Шосе № 1». Воно бере свій початок у місті Вікторія в Британській Колумбії, спускається з півночі десь на 100 км по східному узбережжю острова Ванкувер до портового міста Нанаймо, звідки пором поєднує його із Західним Ванкувером. Перетнувши місто Ванкувер, шосе повертається на 170 км на схід до містечка Гоуп, проходячи через міста Абботсфорд та Чілівак.
Інші міста, містечка й населені пункти по трансканадському шосе: У Британській Колумбії:
- Камлупс
- Самон Арм
- Ревелстоук
- Роджерс Пас
- Ґолден
- Перевал Кикінг Горс

У Альберті:
- національний парк Банф та містечко Банф.
- Калгарі, 101 км на схід від Банф
- Медисин-Гет, 293 км на схід від Калґарі

У Саскачевані:
- Мус-Джо 403 км на схід віл Медисин-Гет
- Реджайна 79 км на схід від Мус-Джо

У Манітобі:
- Брендон 372 км на схід від Реджайни
- Портедж-ла-Прері 119 км на схід від Брендона
- Вінніпег 84 км на схід від Портедж-ла-Прері

## Онтаріо

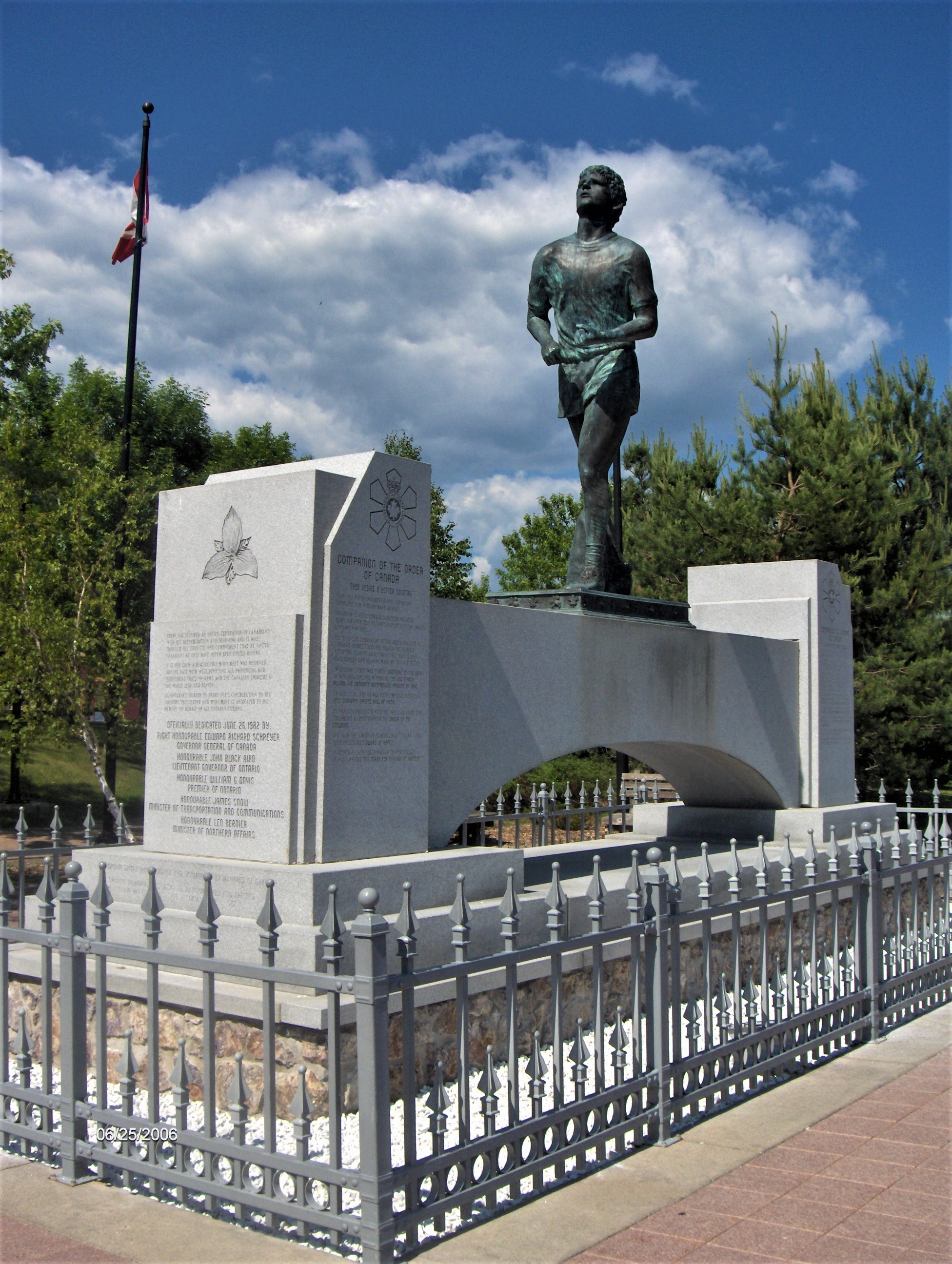
Шосе 11/17- Террі Фокс

В провінції Онтаріо мережа Трансканадського Шосе має декілька маршрутів, позначених як:
- «Шосе 17» — починається на кордоні Манітоби за 50 км на захід від Кенори і закінчується на південь від Арнпрайор на західному кінці «Шосе 417», завдовжки 1 964 км.

Інші головні містечка на шосе: Драйден, Ігнас, Тандер-Бей, Вава, Су-Сент-Марі, Садбері, Норт-Бей, Маттава, Петавава, Пембрук
- «Шосе 11» — починається на шосе 400 в Беррі, проходить через північ провінції Онтаріо, через Тандер-Бей до Рейні-Ривер біля кордону штату Міннесота. Інші головні містечка: Беррі, Оріллія, Норт-Бей, Теміскамінг Шорс, Тандер-Бей.

Ділянка Трансканадського шосе 83 км завдовжки між Тандер-Беєм і Ніпіґоном має назву «Шосе Террі Фокса» на честь «Террі Фокса», де Фокс був змушений припинити свій трансканадський марафон.
- «Шосе 69» — провідна автострада північ-південь у центральній частині канадської провінції Онтаріо, що зв'язує шосе 400 на північ від Перрі-Саунд з містом Садбері.

- «Шосе 12» — сполучає східну частину Великого Торонто (GTA) з озерами Каварта (через Шосе 7), Орілья і Мідленд. Вона є частиною мережі Трансканадського шосе на північ від Сандерленда до Холдватера. «Шосе 12» з'єднує кілька містечок уздовж 146 км маршруту.

- «Шосе 7» — західній сегмент починається на Шосе 4 північніше від Лондона і прямує 154,1 км до Джорджтауна, в той час як східний сегмент починається на Дональд Козанс Парквей в Маркемі і прямує 381,6 км до Шосе 417 біля Канати.

- «Шосе 115» — з'єднує Пітерборо з Торонто через шосе 401. Траса починається на перехресті з шосе 401 на північний захід від Ньюкасла і закінчується розв'язкою з шосе 7 на схід від Пітерборо. Шосе є частиною мережі Трансканадського шосе від розв'язки з шосе 7 до точки на південь від Спрінґвілл, Онтаріо що є північним кінцем шосе.

- «Шосе 71». 194-кілометровий маршрут подорожі одночасно з Шосе 11 на 40 км від Міст ім. Форт-Франсес-Міжнародний Водоспад в містечку Форт-Франсес, де він продовжує шлях на південь до США Рут 71 до містечка Чапель. Звідти, Шосе 71 прямує на північ на 154 кілометрів на стику з Шосе 17 на схід від Кенори. Шосе 71 є частиною Трансканадського шосе по всій його довжині.

- «Шосе 400» починається на «Шосе 69» на північ від Нобель (село на березі Перрі-Саунд) і закінчується на «Мейпл-Ліф-Драйв» в місті Торонто. Більша довжина шляху становить 226 км.

- «Шосе 417» починається в Оттаві з'єднується із Шосе 40 на кордоні Квебеку. шосе A40) до Монреаля. Довжина траси становить 187 км.

На більшості автодоріг Онтаріо загальне обмеження швидкості 90 км/год на Трансканадському шосе. 80 км/год на трасі Центрального Онтаріо і 100 км/год на автострадах.

## Квебек
З Оттави, Трансканадське шосе проходить 206 км на схід до Монреаля. Відоме як Шосе 417 в Онтаріо (і Квінсвей в Оттаві) і «Атторуть 40» в Квебеку.
Від міста Монреаль Трансканадське шосе відоме як Атторуть 25 і тоді Атторуть 20. Містечко Леві (недалеко від Міста Квебеку) на шосе, 257 км від Монреаля.
Маршрут Атторуть 20 проходить над Річкою Святого Лаврентія до Рив'єр-ду-Луп (фр. Rivière-du-Loup), 173 км на північний схід від Леві.

## Нью-Брансвік
Після переходу кордону Нью-Брансвіка Едмундстон Трансканадське шосе називається Рут 2.
Маршрут Рут 2 проходить паралельно до міжнародного кордону, 170 км на південь до містечка Вудсток. Шосе тоді проходить 102 км на схід до Фредериктона, столиції провінції Нью-Брансвік. Місто Монктон за 135 км на схід від Фредериктона на Трансканадському шосе.

## Острів Принца Едварда
Трансканадське шосе переходить Міст Конфедерації від провінції Нью-Брансвік до провінції Острів Принца Едварда. В провінції маршрут позначений як «Рут 1» (англ. Route 1), проходить 110 км через острів і з'єднує зі столицею провінції Шарлоттаун.

## Нова Шотландія
Трансканадське шосе в Новій Шотландії позначене як провінційні «Шосе 104» й «Шосе 105» на острові Кейп-Бретона. З кордону Нью-Брансвіка, маршрут Трансканадського шосе продовжується на схід до містечка Амгерст, Нова Шотландія. Столиця провінції Галіфакс не приєднана до Трансканадського шосе.
Інші місті, містечка й місці на шосе в Новій Шотландії :
- Труро
- New Glasgow
- Кансо протока
- Північний Сидней

## Ньюфаундленд
Від «Північний Сидней», Нова Шотландія поромним маршрутом переходить 177 км до «Чанал-Порт-о-Баскс» (англ. Channel-Port aux Basques), Ньюфаундленд.
Трансканадське шосе на острові Ньюфаундленд позначене як провінційне "Шосе 1 ". Від міста Корнер-Брук до північно-східного Чанал-Порт-о-Баскс 217 км. На сході по Шосе 1 на 352-ому кілометрі Гандер й на 334-ому кілометрі на південний-схід шосе закінчується на Сент-Джонс.

## Галерея світлин

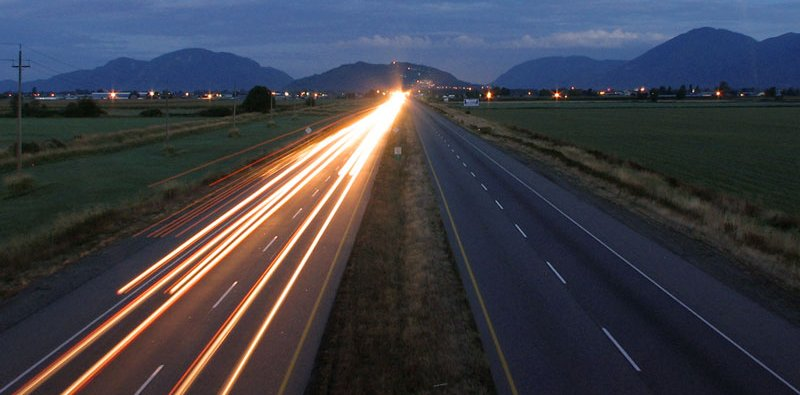
Трансканадське Шосе 1 недалеко Ванкувера.
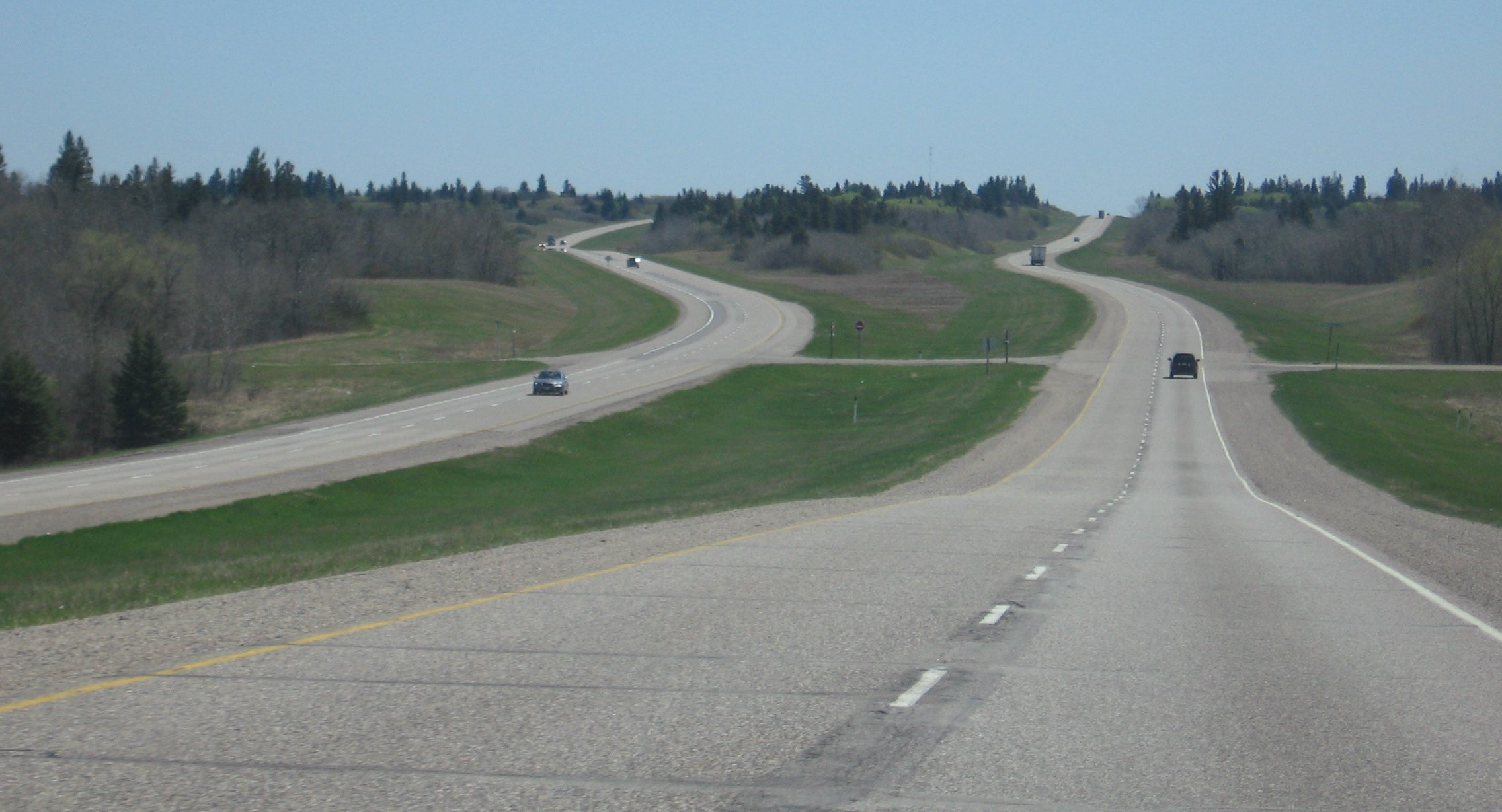
Трансканадське Шосе між Містечками Карбурі й Сидні Манітоба.
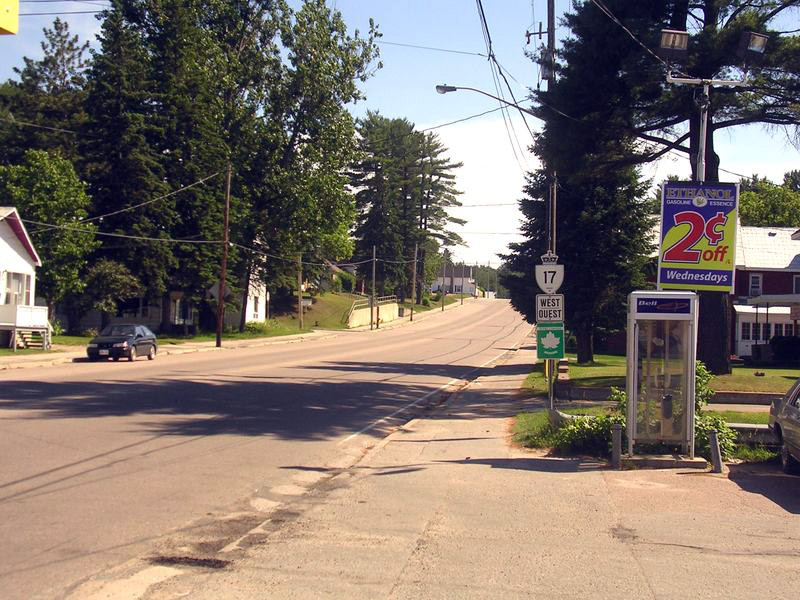
Трансканадське Шосе в Маттава, Онтаріо
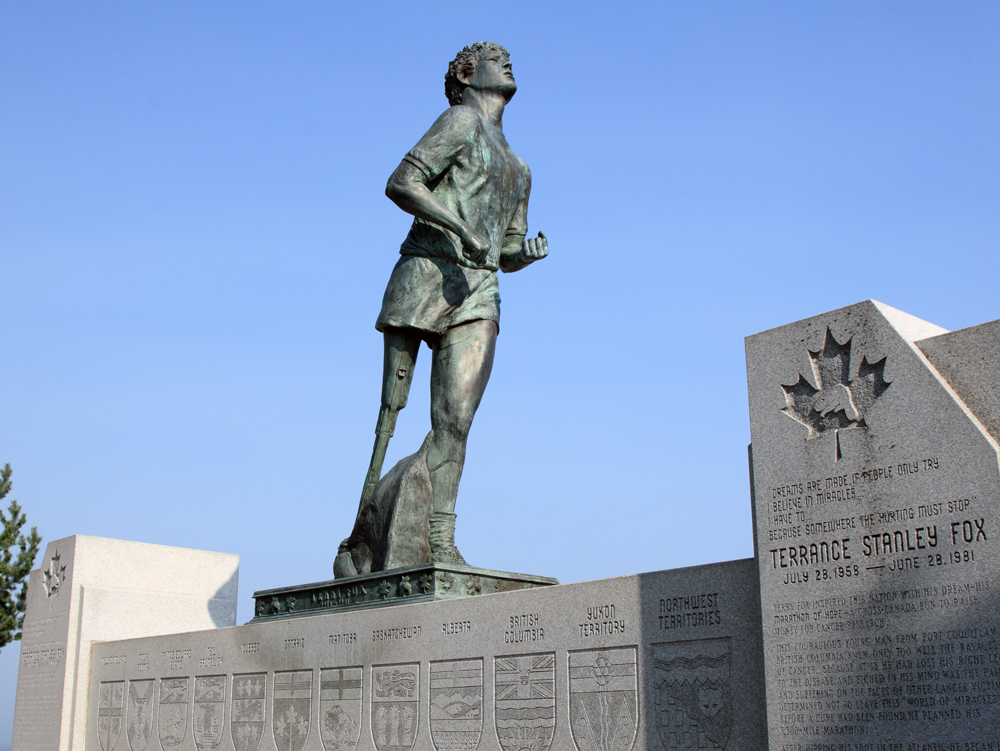
Пам'ятник Террі Фоксу, яким відзначене місце, де Фокс зупинив свій марафон
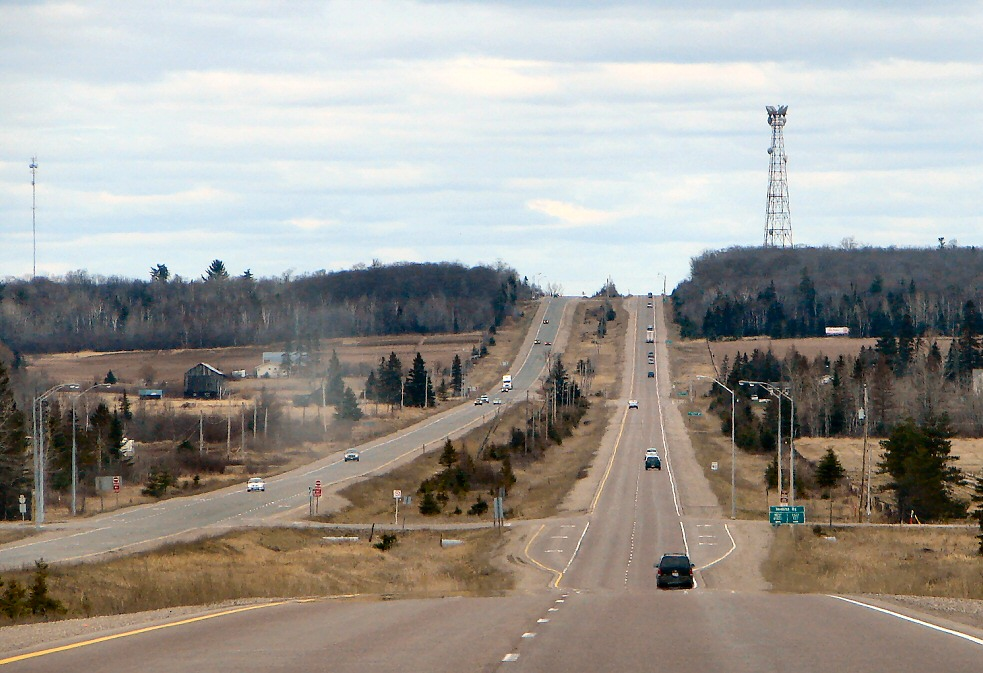
Трансканадське Шосе 17 недалеко Еко-Бей, Онтаріо
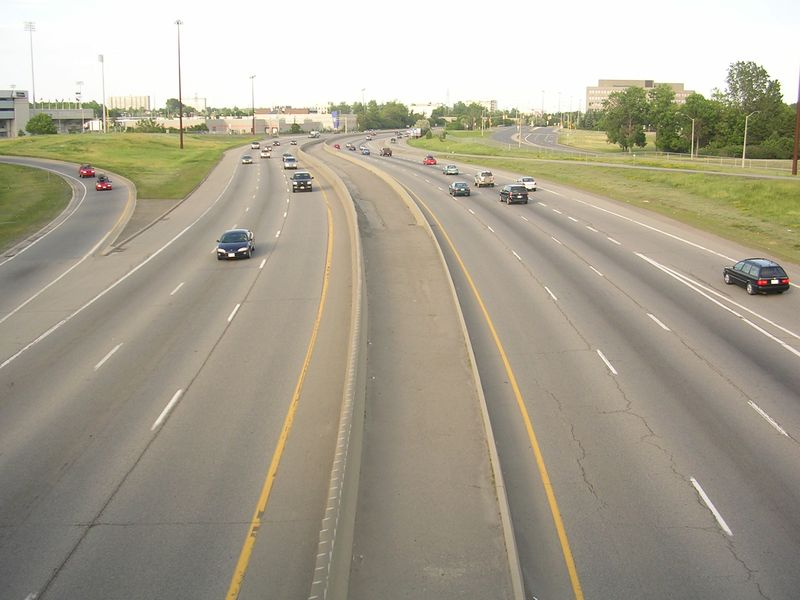
Трансканадське шосе-Квінсвей - на схід від Ріверсайд Драйв, Оттава, Онтаріо
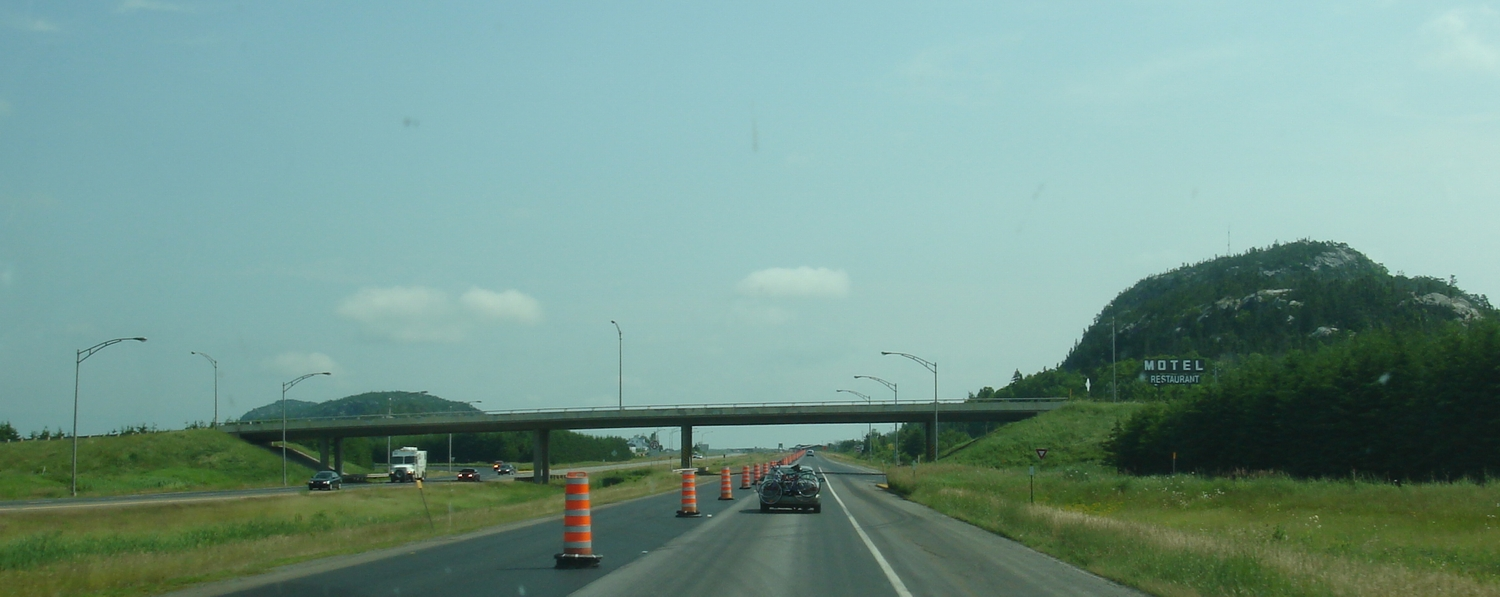
Шосе "Атторуть 20" у східному Квебеку
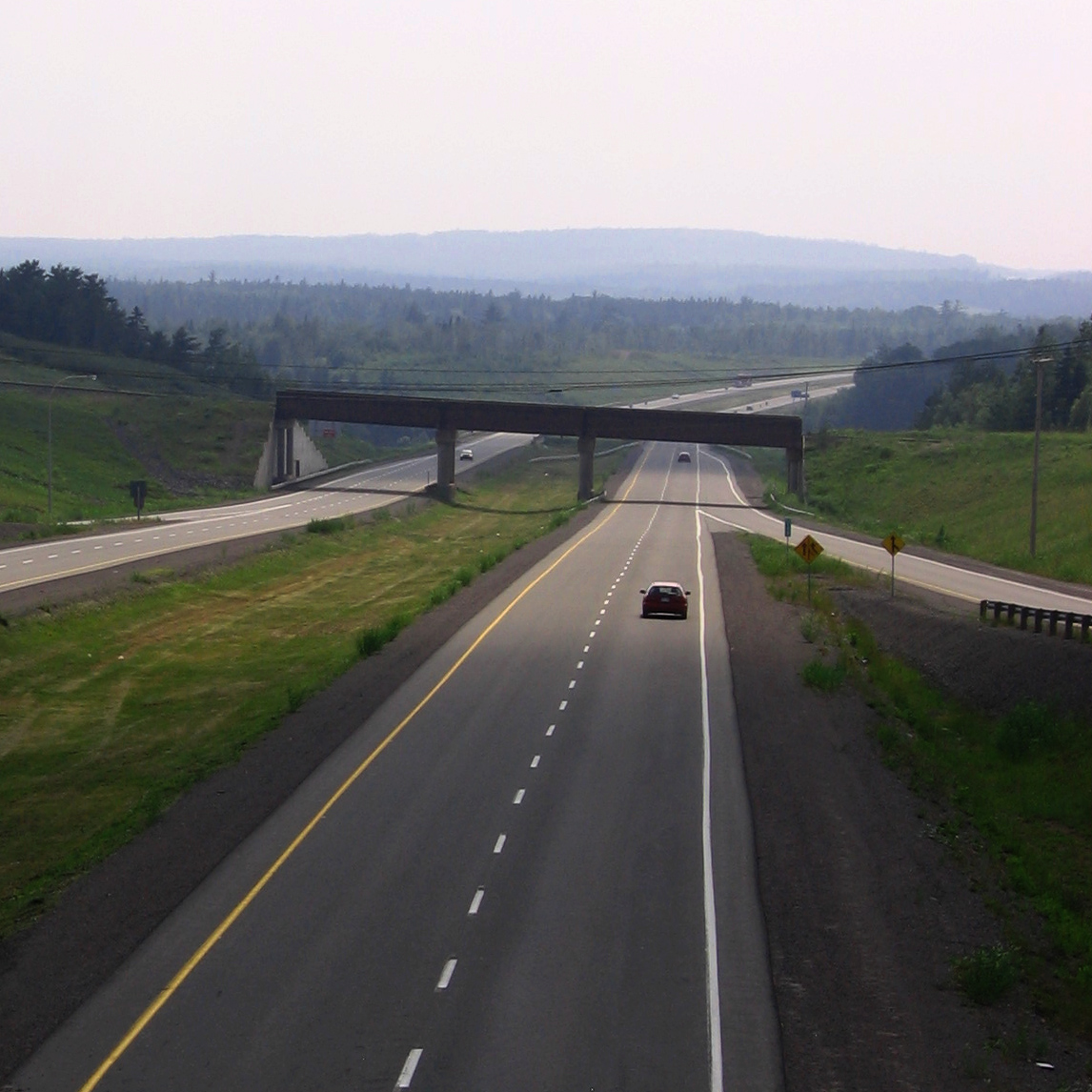
Шосе 104 недалеко Вейтвиль, Нова Шотландія
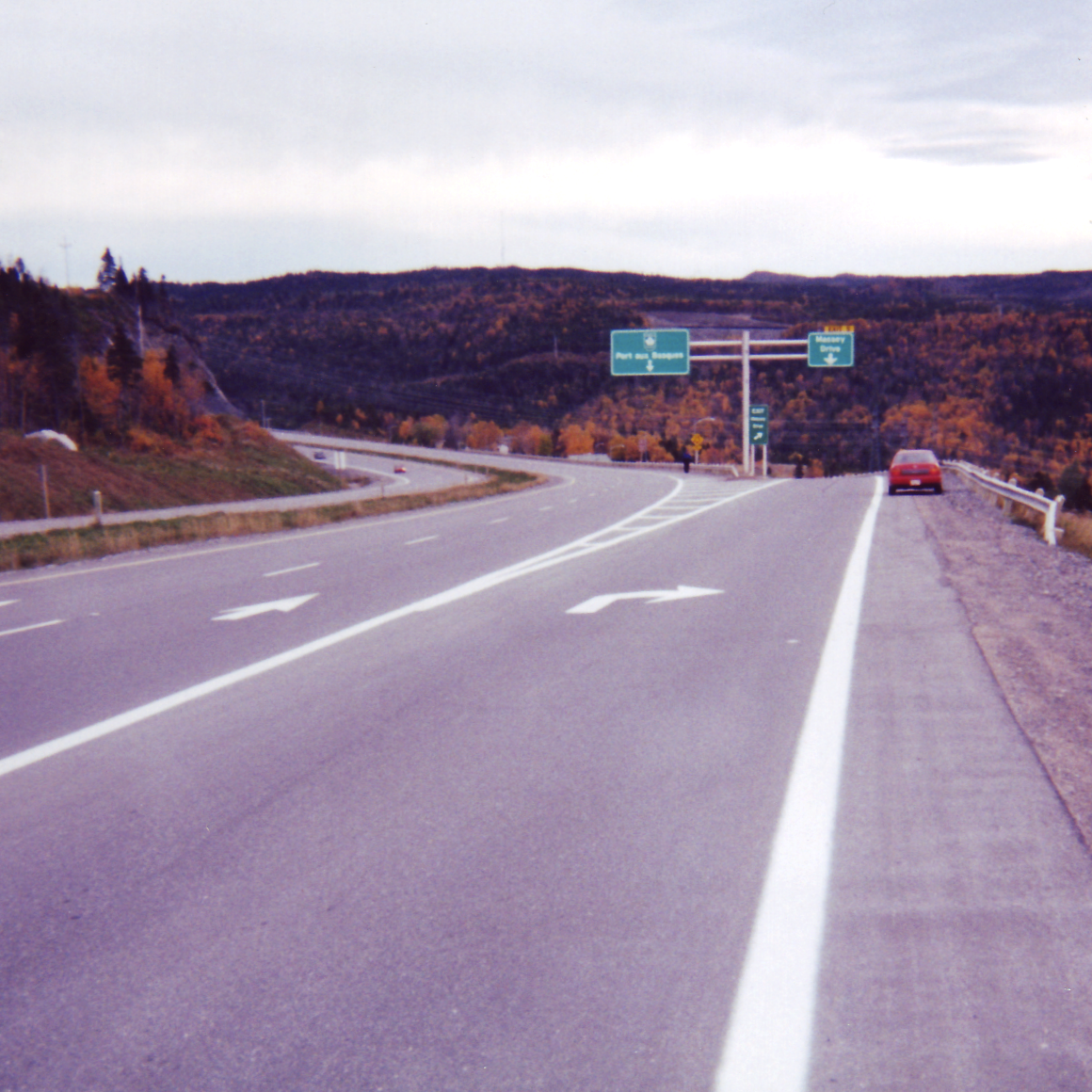
Шосе 1 недалеко містечка Корнер-Брук, Ньюфаундленд і Лабрадор